# Giancarlo Ferretti
Giancarlo Ferretti, né le 9 août 1941 à San Bernardino Di Lugo, est un coureur cycliste professionnel italien. Il fut le directeur sportif principal de la Fassa Bortolo entre 2000 et 2005.

## Biographie
Cycliste professionnel durant les années 1960 et 1970, il réalise sa meilleure performance en 1968 avec une troisième place au Tour de Catalogne, derrière Eddy Merckx et son coéquipier Felice Gimondi. 
En tant que directeur sportif ou manager d'équipe, Giancarlo Ferretti a eu des coureurs comme Ivan Basso (qui sera meilleur jeune du Tour de France 2002 avec une 11e place au classement général) mais il eut aussi des coureurs qui se sont illustrés surtout dans le Tour 2004 : Fabian Cancellara gagne le prologue du Tour 2004 devant Lance Armstrong;  il y a eu aussi et surtout Filippo Pozzato vainqueur d'une étape vallonnée sur la fin devant les attendus Iker Flores et Francisco Mancebo un grimpeur arrivant troisième de l'étape.

## Palmarès
- 1962
  - Une étape du Tour du Frioul-Vénétie julienne
  - 3e du Trofeo Napoleone Faina
- 1965
  - 3e du Tour du Nord-Ouest de la Suisse
- 1967
  - 8e de Paris-Tours
- 1968
  - 3e du Tour de Catalogne
- 1969
  - 5ea étape de Paris-Nice (contre-la-montre par équipes)
  - Prologue du Tour de Romandie (contre-la-montre par équipes)

## Résultats sur les grands tours

### Tour de France
2 participations
- 1967 : 68e
- 1969 : 43e

### Tour d'Italie
7 participations 
- 1963 : 20e
- 1964 : abandon
- 1965 : 18e
- 1966 : 26e
- 1967 : 36e
- 1968 : 43e
- 1969 : 50e

### Tour d'Espagne
1 participation 
- 1968 : 30e